# Корф, Николай Андреевич (1866)
Барон Никола́й Андре́евич Корф (27 сентября [9 октября] 1866 — 14 октября 1924, Шипка) — русский генерал-лейтенант, герой Первой мировой войны, военный писатель.

## Биография
Православный. Из дворян Курляндской губернии. Сын генерала от инфантерии барона Андрея Николаевича Корфа.
Окончил Петровский Полтавский кадетский корпус (1884) и Пажеский корпус (1886), откуда выпущен был подпоручиком в лейб-гвардии Семёновский полк.
Чины: поручик (1890), штабс-капитан (1894), капитан (1897), подполковник (1899), полковник (1905), генерал-майор (1915).
В 1894 году окончил Николаевскую академию Генерального штаба по 1-му разряду и в том же году вернулся в свой полк. В 1897 году был назначен обер-офицером для особых поручений при начальнике Закаспийской области, в следующем году был назначен в распоряжение коменданта Императорской главной квартиры, а в 1899 году — в распоряжение начальника Главного штаба.
В Русско-японскую войну состоял в распоряжении Наместника на Дальнем Востоке и участвовал во многих боях. За боевые отличия был награждён орденами св. Станислава 2-й ст. с мечами и св. Анны 2-й ст. с мечами, а также Золотым оружием с надписью «за храбрость». 3 октября 1906 года назначен заведующим печатной и картографической частью Военно-исторической комиссии при Главном управлении Генерального штаба по описанию Русско-японской войны. Был активным участником Общества ревнителей военных знаний, написал несколько книг о военном деле, среди которых: «Общее введение в стратегию, понимаемую в обширном смысле. Этюды по философии военных наук», «О связи военных наук с общественными» и «О воспитании воли военачальников».
12 ноября 1910 года назначен командиром 17-го стрелкового полка, с которым и вступил в Первую мировую войну. Участвовал в походе в Восточную Пруссию. Был удостоен ордена Святого Георгия 4-й степени
За то, что в бою под Лангелишкен 29-го августа 1914 года, командуя участком, сдерживал напор значительно превосходных сил неприятеля, благодаря личному мужеству и распорядительности, останавливал наступление противника, не допустив его окончательно замкнуть кольцо, охватывающее с флангов бригаду.
17 марта 1915 года награждён чином генерал-майора со старшинством с 4 августа 1914 года. Затем командовал пехотным полком и бригадой 65-й пехотной дивизии. 1 апреля 1916 года отчислен в резерв чинов при штабе Двинского военного округа. 30 апреля 1917 года назначен командующим 40-й пехотной дивизией, в каковой должности состоял до 5 июня того же года.
После революции эмигрировал в Болгарию. Жил в Шипке, состоял членом правления Шипкинского союза русских инвалидов.

## Награды
- Орден Святого Владимира 4-й ст. (14.5.1899);
- Орден Святого Станислава 2-й ст. с мечами (17.12.1905);
- Орден Святой Анны 2-й ст. с мечами (29.1.1906);
- Золотое оружие «За храбрость» (ВП 09.02.1907);
- Орден Святого Владимира 3-й ст. (6.12.1908);
- Орден Святого Георгия 4-й ст. (ВП 11.11.1914);
- Орден Святого Станислава 1-й ст. с мечами (13.11.1915).